# Спиритизм
Спирити́зм (от лат. spiritus «душа, дух») — религиозно-философская доктрина, разработанная во Франции в середине XIX столетия Алланом Кардеком.
В России термин «спиритизм» принял более общее значение, став синонимом, с одной стороны, религиозной философии спиритуализма, с другой — так называемого «столоверчения», автоматического письма и спиритической практики (спиритические сеансы) в самом широком смысле слова.
Кардек во вступлении к «Книге Духов» заявил, что вводит новый термин «спиритизм» для обозначения своей доктрины, поскольку «новые понятия требуют новых названий». Однако слово тут же обросло многочисленными значениями, как правило, уничижительного толка, и стало применяться ко многим религиозным и оккультным движениям, в том числе: кандомбле, умбанде, каодаю, сантерии, а также к африканским традициям анимизма. Последователи спиритуализма в дальнейшем не раз пытались разграничить сферы двух понятий. А. Конан Дойль в «Истории спиритуализма» уточняет: «спиритизм есть часть спиритуализма, но не наоборот».

## История создания
Предтечами спиритизма (Modern Spiritualism) считают шведского философа Э. Сведенборга (1688—1772), автора теории «животного магнетизма» Ф. А. Месмера (1733—1815) и американского духовидца Э. Д. Дэвиса (1826—1910).
Аллан Кардек (настоящее имя — Ипполит-Леон-Денизар Ривайль) в 1850 году начал изучать паранормальные явления, происходившие на спиритических сеансах. C помощью дочерей своего друга, выполнявших роль медиумов, он узнал о своей «миссии», которая состояла в том, чтобы донести до человечества некие новые представления об устройстве мира и жизни в нём. Кардек, поверив в собственную избранность, взялся формировать собственное «священное писание» путём спиритических диалогов, задавая «духам» вопросы и записывая их ответы. Последние формулировались стуками или хлопками (с помощью условного кода), или побуквенно, на планшетке. Два года спустя Кардек решил, что получил достаточно информации, чтобы сформулировать (по его собственным словам) «совершенно новую теорию существования человечества, его судьбы и предназначения». Основные положения этой теории он изложил в «Книге Духов» (фр. «Le Livre des Esprits», 1856), за которой последовали «Книга медиумов» (Le Livre des médiums, 1861), «Евангелие в трактовке духов» (L'Évangile Selon le Spiritisme, 1864) и другие.
Спиритизм Кардека пользовался популярностью в самых высоких сферах французского общества. А. Конан Дойль в  своей книге «История спиритуализма» писал: «Не секрет, что император Наполеон III увлекался спиритизмом и неоднократно приглашал Кардека в Тюильри, где долго беседовал с ним, обсуждая „Книгу Духов“».
Энн Блэкуэлл, переведшая все труды Кардека на английский язык, дала им следующие краткие характеристики:
«Книга Духов» доказывает существование и свойства Верховной Силы, а также природу отношений между этой Силой и Вселенной, наставляя нас на путь Божественного Провидения. «Книга медиумов» описывает разнообразные методы общения между нашим и загробным мирами, «Рай и ад» раскрывает суть Божественного правосудия, рассматривая дьявольскую природу зла, как результат невежества людей, показывая путь дальнейшего просвещения и очищения человека. «Евангелие в трактовке духов» представляет собой комментарии к основным заповедям Христа, сопровождаемые описанием основных событий жизни Христа и сравнением их с современными проявлениями силы духов. «Генезис» подчёркивает согласие философии Спиритизма с достижениями современной науки и связь этой философии с разрозненными летописями событий, как то объясняют духи.

### Основная идея спиритизма
Основная идея кардековского спиритизма состояла в том, что духовное развитие человечества движимо колесом реинкарнаций («перевоплощений»). «Окунаясь» в земную плоть, духи совершенствуются и очищаются, возвращаясь, чтобы переживать всё новые и новые испытания. Дух, прошедший все перевоплощения, становится «чистым» и переходит в вечную жизнь, наслаждаясь её блаженством. Все приобретенное духом в земном существовании им (по Кардеку) не утрачивается. Переродившиеся духи (согласно спиритизму) населяют разные планеты Вселенной.
Кардек утверждал, что эту свою концепцию получил из сообщений самих «духов». Один из них на вопрос: «Какова цель перевоплощения?» — ответил:
Это — необходимость, предопределённая Всевышним для достижения совершенства. Для некоторых из них это — искупление, для других — миссия. Для достижения совершенства необходимо пройти через все превратности земного существования. Это испытание имеет целью искупление и приносит неоспоримую пользу. Перевоплощение имеет и другую цель — участие духа в созидательной деятельности, для чего он принимает форму земного существа, живущего в гармонии с государственным устройством каждого мира, в который он попадает и согласно которому он выполняет особую работу в том мире, который был определён ему Божественным Провидением. Он должен внести свой собственный вклад во имя общего блага, тем самым преследуя цель собственного совершенствования.

### Реакция спиритуалистов
Практически все без исключения спиритуалисты англо-американской школы (к которой принадлежали и русские исследователи) отвергли кардековский «спиритизм». Эмма Хардинг-Бриттен заявила, что многие медиумы получили сообщения, в которых «духи» либо опровергали теорию «перевоплощений», либо утверждали, что никогда о ней не слыхали. Уильям Хоуит, один из теоретиков раннего английского спиритуализма, писал:
Если перевоплощение происходит в действительности, то — страшно представить — миллионы духов, входя в мир иной, должно быть, тщетно пытались разыскать своих родичей, детей и друзей… Доходил ли до нас с вами когда-либо хоть малейший слух об этом прискорбном событии, которое пришлось в таком случае пережить тысячам и десяткам тысяч духов, вступающим в общение с людьми? Никогда. Опираясь на вышесказанное, мы должны признать теорию о перевоплощении душ ложной.
А. Н. Аксаков опубликовал в 1875 году статью, в которой обвинил Кардека в том, что тот, будучи общепризнанным лидером французского спиритуализма, притеснял оппонентов, не согласных с его теорией; сам же последнюю всегда преподносил как неоспоримую догму. Кардек признавал лишь пишущих медиумов, которые (по словам Аксакова) «…как всем хорошо известно, психологически подвержены влиянию сомнительных идей», начисто отвергая медиумов «физических». Между тем, именно от последних поступали, как правило, сообщения, опровергавшие идеи кардековского спиритизма. Кардек (если верить статье Аксакова) «вынашивал план всеобщего осуждения физических медиумов, ссылаясь при этом на их якобы низкие моральные качества».
Аксаков заключает:
Нам не известны какие-либо … экспериментальные подтверждения теории Кардека. За двадцать лет своего существования ни сама теория, ни её методы не продемонстрировали никакого прогресса, и потому полностью игнорировались англо-американским спиритуализмом. Несколько французских физических медиумов, которые развивали свои медиумические способности без участия Кардека, никогда не упоминались им в своём журнале: они оставались неизвестными для спиритуалистов всего мира только лишь потому, что их духи не поддерживали теорию перевоплощения.
Дэниел Данглас Хьюм в комментарии к статье Аксакова также высмеял теорию перевоплощений:
В своей жизни я не раз сталкивался с подобными воплощенцами. Я имел удовольствие пообщаться по крайней мере с двенадцатью Мариями Антуанеттами, шестью-семью Мариями — королевами Шотландии, с призраками короля Людовика и других королей, двадцатью Александрами Великими. Мне осталось только поговорить по душам с Джоном Смитом. Я убедительно прошу вас, если вы встретите хоть одного такого, то поместите его в клетку как диковинку" 
Компромиссный взгляд на проблему предложил в своей «Истории спиритуализма» (1920) Артур Конан Дойль. Отметив связь кардековского спиритизма с теософией и некоторыми восточными философиями, он предположил, что «перевоплощение духов существует, но это явление не приобрело вселенского значения», и высказал мнение, что некоторые доказательства теории перевоплощений всё же были получены под гипнозом (в частности, в экспериментах Дероша).

## Спиритизм и наука
В 1870-х годах по инициативе Дмитрия Менделеева была создана «Комиссия для рассмотрения медиумических явлений», в которую вошёл ряд авторитетных учёных. Вывод комиссии был следующим: «Спиритические явления происходят от бессознательных движений или сознательного обмана, а спиритическое учение есть суеверие». Этот вывод Менделеев затем обобщил в брошюре под названием «Материалы для суждения о спиритизме».
С 8 по 11 сентября 1888 года на Всемирной выставке в Барселоне прошёл первый конгресс спиритистов из 10 стран — от Кубы до России. Представители планировали продемонстрировать научность своего занятия, увидеть поддержку известных спиритистов — астронома Камиля Фламмариона и Уильяма Крукса, но те на конгрессе не присутствовали.

## Христианское отношение к спиритизму
Некоторые христианские деятели определяют спиритизм как тяжкий грех, считая, что человек таким образом отвращается от Бога и обращается к дьяволу и духам нечистым, ссылаясь на Второзаконие 18:9-13:

9 Когда ты войдешь в землю, которую дает тебе Господь Бог твой, тогда не научись делать мерзости, какие делали народы сии:
10 не должен находиться у тебя проводящий сына своего или дочь свою чрез огонь, прорицатель, гадатель, ворожея, чародей,
11 обаятель, вызывающий духов, волшебник и вопрошающий мертвых;
12 ибо мерзок пред Господом всякий, делающий это, и за сии — то мерзости Господь Бог твой изгоняет их от лица твоего;
13 будь непорочен пред Господом Богом твоим

С точки зрения христианства, занятия спиритизмом инспирированы людям злыми духами, а само занятие спиритизмом может привести человека к одержимости бесами. Наиболее страшным, считает церковь, является то, что человек думает, что обращается к душам умерших, а на самом деле общается с бесами, которые могут явиться человеку в различных образах, в том числе и человеческих. В некоторых церковных кругах бытует мнение, что человек, занимающийся спиритизмом, со временем может заболеть неизлечимыми страшными заболеваниями.
Между тем, начиная с 30-х годов XX века, наметилось сближение спиритуализма и христианской церкви на Западе, в результате чего в 1931 году была создана Всемирная ассоциация христиан-спиритуалистов (GWSCA). В США возникла так называемая «Ложа Белого голубя» (англ. White Dove Lodge), члены которой призывают не делать упор на общении с потусторонним миром, но вести праведную жизнь в соответствии с основополагающими принципами — как христианства, так и спиритуализма.
Сближение спиритуализма с христианством привело к тому, что в 1937 году Англиканская церковь образовала комиссию для проведения новых исследований спиритического феномена, которая в 1939 году обнародовала доклад, опубликованный во многих газетах мира (включая Psychic News), где о спиритуализме в целом говорилось сдержанно и уважительно. Одним из активистов спиритуализма, постоянно указывавших на родственность этого учения христианской догме, был А. Конан Дойль.